# 辛格阿普尔
辛格阿普尔（Singapur），是印度安得拉邦Adilabad县的一个城镇。总人口23458（2001年）。

## 人口
该地2001年总人口23458人，其中男性12023人，女性11435人；0—6岁人口2684人，其中男1352人，女1332人；识字率55.23%，其中男性为62.41%，女性为47.67%。